# Neuritis
Als Neuritis oder Nervenentzündung bezeichnet man in der Medizin eine Entzündung eines peripheren Nerven oder eines Hirnnerven. Im weiteren Sinne werden auch degenerative, toxische oder nach einem Trauma entstehende Erkrankungen als Neuritis bezeichnet. Sind viele Nerven betroffen, so spricht man von einer Polyneuritis oder Polyneuropathie, die Erkrankung eines einzelnen Nerven nennt man Mononeuritis, die Entzündung (nahezu) aller Nerven Panneuritis. Entzündungen der Nervenwurzeln nennt man Radikulitis. Erkrankungen peripherer Nerven ohne Entzündungserscheinungen nennt man Neuropathie, Reizungen ohne erkennbare morphologische Schädigung Neuralgie.

## Einteilung
Nach den Befallsmuster unterscheidet man:
- Distal-symmetrische Neuritis
- Schwerpunktneuritis
- Mononeuritis multiplex (die zeitlich gestaffelte Erkrankung mehrerer Einzelnerven)

Nach der Ursache (Ätiologie) unterscheidet man:
- infektiöse (vor allem Virus-Infektionen),
- traumatische (mechanisches Trauma),
- toxische (durch Gifte),
- dystrophische (Dystrophie),
- thermisch bedingte (Kälteneuritis),
- neuroallergische (Allergie),
- ischämische (Ischämie) und
- idiopathische (ohne erkennbare Ursache, idiopathische) Neuritis, hier ist auch der Begriff Neuropathie gebräuchlich

Nach den histologischen Veränderungen unterscheidet man:
- Interstitielle Neuritis: Bei der interstitiellen Neuritis dominieren Exsudation und Proliferation der Bindegewebshüllen eines Nervens (Epi-, Peri- und Endoneurium). Es kommt zu einem Ödem der Bindegewebsfasern, zu einer Auflockerung der Myelinscheiden, zur Einwanderung von Entzündungszellen und sekundär zu einer Proliferation der Bindegewebsanteile. Diese Form tritt vor allem bei infektiös-entzündlichen Prozessen auf.
- Parenchymatöse Neuritis: Bei der parenchymatösen Neuritis erfolgt ein Abbau der Myelinscheiden einzelner Segmente und unter Umständen ein Zerfall der Axone und eine Degeneration in absteigender Richtung. Diese Form ist insbesondere bei toxischen Nervenschädigungen zu beobachten.

## Klinik
Eine Neuritis motorischer Nerven zeigt sich in einer schlaffen Lähmung der von den betroffenen Nerven innervierten Muskeln, bei längerem Bestehen in einer Muskelatrophie. Weiterhin treten sensible Ausfallserscheinungen und unter Umständen auch vegetative Störungen auf. Beim Befall der Hirnnerven verursacht die Neuritis funktionsspezifische Ausfälle, z. B. des Sehvermögen's bei der Optikusneuritis.

## Spezialformen (Beispiele)
- Apoplektiforme Neuritis (Schädigung durch Blutung etwa in den Plexus brachialis)
- Fazialisneuritis oder Facialisneuritis: virus- oder toxisch bedingte Schädigung des Nervus facialis
- Trigeminusneuritis: mit Lähmung der Kaumuskulatur und Hypästhesie verbundene Entzündung des Nervus trigeminus[2]
- Guillain-Barré-Syndrom: infektiöse Polyneuritis oder Polyradikulitis, tödlich verlaufende Landry-Lähmung möglich
- Neuritis acustica toxica (Hörnervenschädigung)
- Neuritis diabetica: Nervenschädigung bei Zuckerkrankheit
- Neuritis hypertrophicans: tumorartige Verdickung des Bindegewebes mit nachfolgender Nervenschädigung
- Neuritis migrans (Wartenberg-Syndrom)
- Neuritis multiplex: scheinbar wahllos an verschiedenen Stellen auftretend
- Optikusneuritis: Neuritis des Sehnervs (Nervus opticus)[3]
- Eichhorst-Krankheit
- Neuritis vestibularis (Neuropathia vestibularis)
- Plexusneuritis (Entzündung des Plexus brachialis oder Plexus lumbalis[4])